# Jerry souffre-douleur
Pour les articles homonymes, voir The Patsy.
Jerry souffre-douleur (The Patsy) est un film américain réalisé par Jerry Lewis, sorti en 1964.

## Synopsis
À la mort de leur vedette, une équipe de comédiens décide d'engager un inconnu pour le remplacer. Ils prennent Stanley Belt. Mais, celui-ci ne s'avère pas très doué.

## Fiche technique
- Titre français : Jerry souffre-douleur
- Titre original : The Patsy
- Réalisation : Jerry Lewis
- Scénario : Jerry Lewis et Bill Richmond
- Production : Ernest D. Glucksman et Arthur P. Schmidt pour Paramount
- Musique : Jack Brooks et David Raksin
- Photographie : W. Wallace Kelley
- Direction artistique : Cary Odell et Hal Pereira
- Décors de plateau : Sam Comer et Ray Moyer
- Montage : John Woodcock (monteur)
- Pays d'origine : États-Unis
- Format : Couleurs - 1,85:1 - Mono
- Genre : Comédie
- Durée : 101 minutes
- Date de sortie : 1964

## Distribution
- Jerry Lewis (VF : Jacques Dynam) : Stanley Belt / les chanteuses du trio
- Ina Balin : Ellen Betz
- Everett Sloane (VF : Henry Djanik) : Caryl Fergusson
- Phil Harris (VF : Robert Dalban) : Chic Wymore
- Keenan Wynn (VF : Jean-Henri Chambois) : Harry Silver
- Peter Lorre (VF : Serge Nadaud) : Morgan Heywood
- John Carradine (VF : Roger Tréville) : Bruce Alden
- Hans Conried (VF : Jean Ozenne) : le professeur Mulerr
- Richard Deacon (VF : Fernand Fabre) : Sy Devore
- Scatman Crothers : le cireur de chaussures
- Neil Hamilton : le barbier
- Del Moore (en) : le policier
- Buddy Lester : Rex Ozgood, le MC du Copa Café
- Ned Wynn : un membre du groupe
- Bill Richmond (en) : le pianiste
- Nancy Kulp : Helen, une spectatrice du théâtre
- Jack Albertson : le spectateur du théâtre avec Helen
- Norman Alden : l'homme intimidant à la salle de sport
- Gavin Gordon (VF : Raymond Rognoni) : le cadre sur le parcours de golf
- Richard Bakalyan (non crédité) : un jeune homme au Spring Hop
- Kathleen Freeman (non créditée) : Katie

Et dans leurs propres rôles :
- Hedda Hopper (VF : Henriette Marion)
- George Raft
- Rhonda Fleming
- Ed Wynn (VF : Richard Francœur)
- Mel Tormé (VF : Harry-Max)
- Ed Sullivan

Dans la séquence au Copa Café, le groupe de dance afro-américain The Four Step Brothers (en), l'un des groupes de danse acrobatique et de claquettes les plus fameux, exécute un numéro en première partie. Les Four Step Brothers ont effectué plusieurs apparitions avec Jerry Lewis et Dean Martin, en particulier dans la  Colgate Comedy Hour au début des années cinquante.